# Villanueva de la Concepción
Villanueva de la Concepción è un comune spagnolo di 3 460 abitanti situato nella comunità autonoma dell'Andalusia.